# Hemiauchenia
Hemiauchenia — рід верблюдових, що еволюціонував у Північній Америці в період міоцену близько 10 мільйонів років тому. Цей рід диверсифікувався та потрапив до Південної Америки в пізньому пліоцені близько трьох-двох мільйонів років тому в рамках Великого американського біотичного обміну. Рід вимер наприкінці плейстоцену. Монофілія роду вважалася сумнівною, а філогенетичні аналізи виявили, що рід є парафілетичним або поліфілетичним, причому деякі види вважаються більш тісно пов'язаними з сучасними верблюдовими (ламами та родичами), ніж з іншими видами Hemiauchenia. Назва роду походить від давньогрецьких слів: ἡμι- (hēmi-, «половина»-) та αὐχήν (auchēn, «шия»).

## Галерея

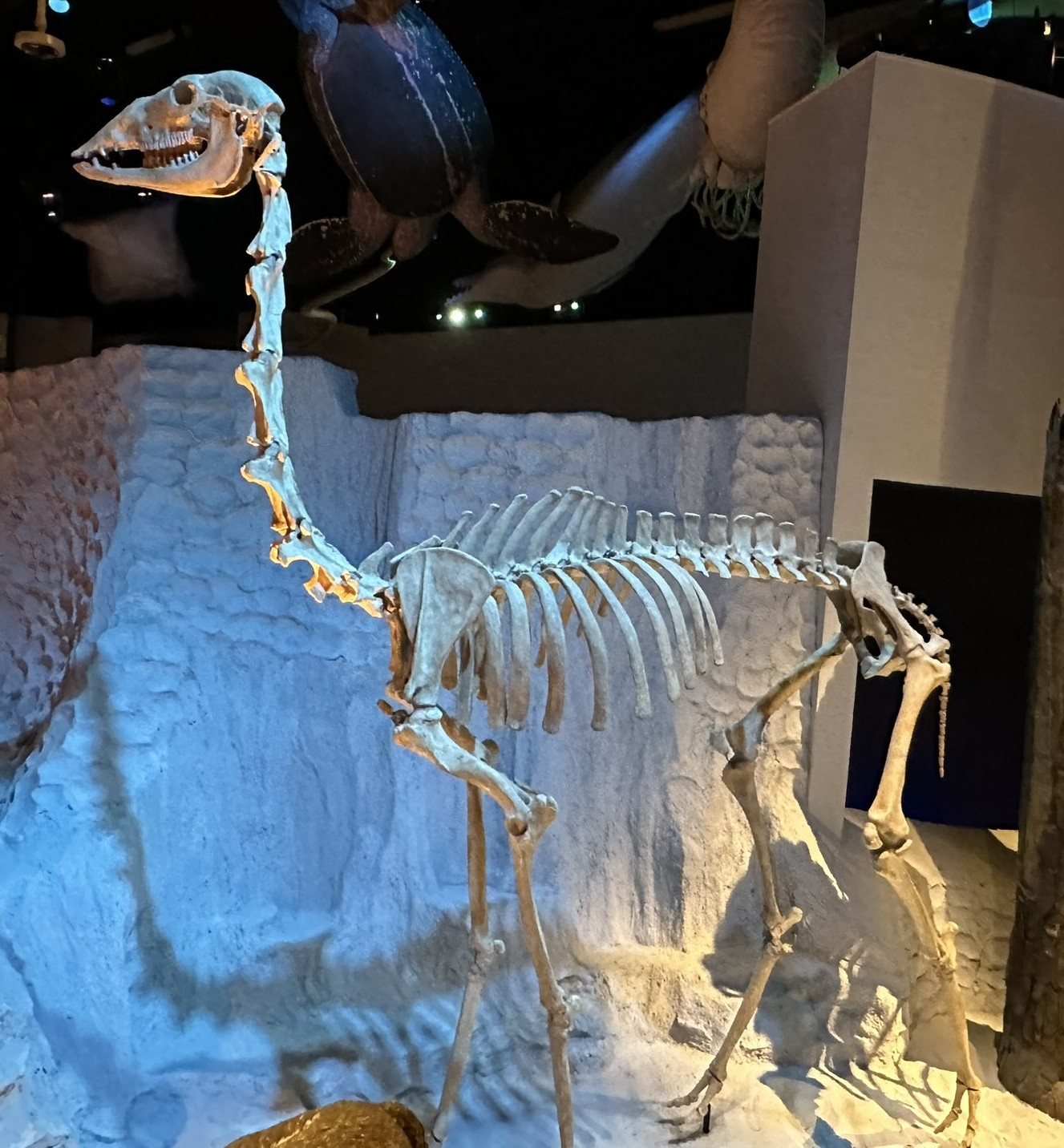
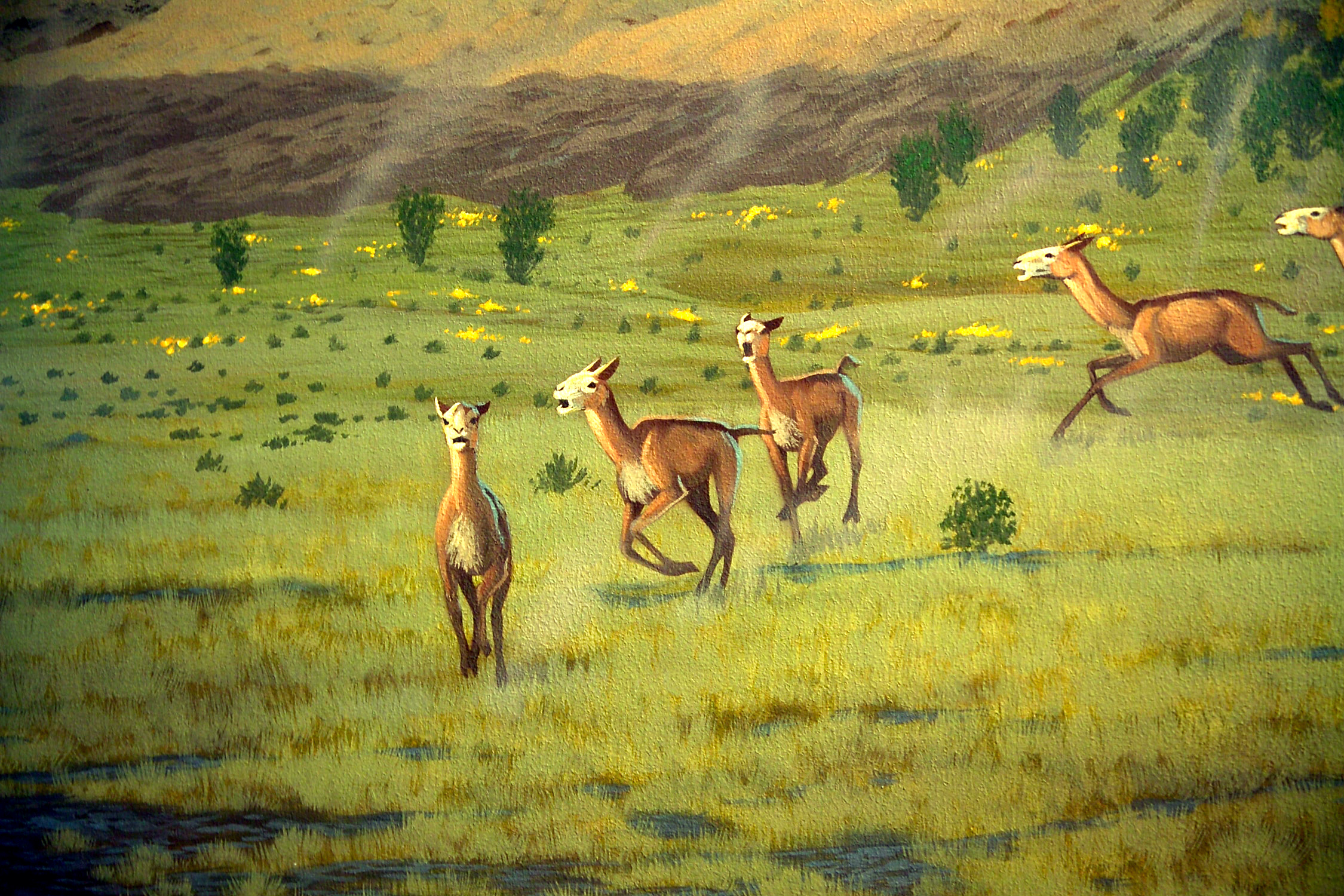